# Boom (single)
Boom is de naam van de vijfentwintigste single van zangeres Natalia en werd in België uitgebracht op 8 juli 2013. Het is tevens de tweede single uit haar album Overdrive. De videoclip van Boom werd opgenomen in Las Vegas. Met Boom scoorde Natalia haar twaalfde top 10-hit in Vlaanderen. Met het nummer mocht ze ook de zevende editie van de Music Industry Awards live openen op Eén.
De single kwam in opspraak toen bleek dat de videoclip op YouTube in één nacht meer dan 1 miljoen views kreeg.

## Hitnotering

### VlaamseUltratop 50
| Hitnotering: 20-07-2013 t/m 12-10-2013 | Hitnotering: 20-07-2013 t/m 12-10-2013 | Hitnotering: 20-07-2013 t/m 12-10-2013 | Hitnotering: 20-07-2013 t/m 12-10-2013 | Hitnotering: 20-07-2013 t/m 12-10-2013 | Hitnotering: 20-07-2013 t/m 12-10-2013 | Hitnotering: 20-07-2013 t/m 12-10-2013 | Hitnotering: 20-07-2013 t/m 12-10-2013 | Hitnotering: 20-07-2013 t/m 12-10-2013 | Hitnotering: 20-07-2013 t/m 12-10-2013 | Hitnotering: 20-07-2013 t/m 12-10-2013 | Hitnotering: 20-07-2013 t/m 12-10-2013 | Hitnotering: 20-07-2013 t/m 12-10-2013 | Hitnotering: 20-07-2013 t/m 12-10-2013 | Hitnotering: 20-07-2013 t/m 12-10-2013 |
| Week:                                  | 1                                      | 2                                      | 3                                      | 4                                      | 5                                      | 6                                      | 7                                      | 8                                      | 9                                      | 10                                     | 11                                     | 12                                     | 13                                     |                                        |
| -------------------------------------- | -------------------------------------- | -------------------------------------- | -------------------------------------- | -------------------------------------- | -------------------------------------- | -------------------------------------- | -------------------------------------- | -------------------------------------- | -------------------------------------- | -------------------------------------- | -------------------------------------- | -------------------------------------- | -------------------------------------- | -------------------------------------- |
| Positie:                               | 33                                     | 23                                     | 21                                     | 21                                     | 10                                     | 10                                     | 12                                     | 12                                     | 17                                     | 21                                     | 26                                     | 31                                     | 49                                     | uit                                    |